# جيسي أرنيلي
جيسي أرنيلي (بالإنجليزية: Jesse Arnelle)‏ مواليد 30 ديسمبر 1933 في نيو روتشيل، هو لاعب كرة سلة أمريكي. بدأ مسيرته الاحترافية في سنة 1955. تم اختياره من قبل فريق ديترويت بيستونز خلال الدرافت. بلغ طوله 6 قدم 8 بوصة (2.0 م). اعتزل اللعب سنة 1956.

## روابط خارجية
- جيسي أرنيلي على موقع إن بي أي (الإنجليزية)
- جيسي أرنيلي على موقع سبورتس رفرنس (الإنجليزية)
- جيسي أرنيلي على موقع كلية كرة السلة في سبورتس رفرنس.كوم (الإنجليزية)
- جيسي أرنيلي على موقع ريلجم (الإنجليزية)
- جيسي أرنيلي على موقع بروبوليرز (الإنجليزية)